# Kallihemerobius pleioneurus
Kallihemerobius pleioneurus là một loài côn trùng trong họ Kalligrammatidae thuộc bộ Neuroptera. Loài này được Ren & Oswald miêu tả năm 2002.